# Psychotria lutea
Psychotria lutea är en måreväxtart som först beskrevs av Jean Baptiste Christophe Fusée Aublet, och fick sitt nu gällande namn av Carl Ludwig von Willdenow. Psychotria lutea ingår i släktet Psychotria och familjen måreväxter. Inga underarter finns listade i Catalogue of Life.